# Yossi Avni-Levy
Yossi Avni-Levy (en hebreo:  יוסי אבני-לוי ; Ra'anana, 1962) es un escritor y diplomático israelí, portavoz del Ministerio de Asuntos Exteriores. Ha servido en centros consulares en Berlín, Bonn, Belgrado y Varsovia; editado en varias revistas litetrarias (Haaretz, Yedioth Aharonoth, “Cappuccino in Three Crosses Square,” Haaretz literary and cultural supplement, etc.), y recibido el Premio Literario del primer ministro. 
Nació en el seno de una familia afgano-persa, su madre era iraní y su padre de Afganistán. Se graduó con honores en la Universidad Hebrea de Jerusalén en Historia de Oriente Medio y árabe en 1983, obteniendo además una licenciatura en derecho en 1991. 
Comenzó publicando cuentos en los suplementos literarios de Maariv y Haaretz, y ganó el primer premio anual de la Universidad Hebrea en 1988. 
En 2007, fue invitado por la Asociación Literaria de Polonia para dar varias conferencias en Polonia (Varsovia, Cracovia, Katowice) y más tarde las dio en Harvard, Yale y otras universidades estadounidenses. 
Avni-Levy es abiertamente homosexual.

## Obra
- 1995: El jardín de árboles muertos (heb.Gan Ha-Etzim Ha-Metim)
- 1998: Cuatro hijos (heb.Arba`a Banim)
- 2003: La tía Farhuma no era una puta, después de todo (heb.Doda Farhuma Lo Haita Zona)
- 2007: Hombre sin sombra (heb.Ish Lelo Tzel)
- 2010: Oda a los pecados (heb.Shira HaHataim)